# Hector Guimard
Hector Guimard (ur. 10 marca 1867 w Lyonie albo Paryżu, zm. 20 maja 1942 w Nowym Jorku) – francuski architekt, tworzący w stylu secesji. Przedstawiciel Art Nouveau we Francji. Zaprojektowane przez niego stylowe wejścia na wielu stacjach paryskiego metra (1899-1900) stanowią przykłady sztuki użytkowej tamtego okresu.

## Życiorys
W latach 1894–1898 był profesorem w École des Arts Décoratifs w Paryżu.
W kamienicy Castel Béranger w Paryżu (1894-1898), akcentując znaczenie szczegółu, każde mieszkanie zaprojektował indywidualnie – styl Art Nouveau jest reprezentowany przez wszystkie elementy budynku, od wykończeń kamieniarskich po klamki. Jego sztukę cechuje fantazja, dekoracyjność. Często wykorzystywał przestylizowane, asymetryczne motywy roślinne i zwierząt. Stosował metal, fajans i cegłę szklaną.

## Galeria

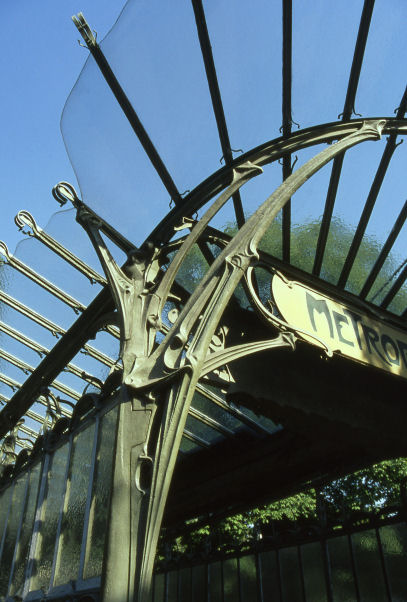
Markiza wejścia do stacji metra Dauphine, Hector Guimard 1900